# Заполянский (Волгоградская область)
Заполянский — хутор в Даниловском районе Волгоградской области, в составе Сергиевского сельского поселения.
Население — 170 (2010)

## История
Основан в XVII веке как казачий городок Заполянский. Одно из первых упоминаний связано с казачьим бунтом 1787—1789 годов. В 1688 году Заполянский городок был осажден домовитыми и стрельцами из Царицына, Симбирска и Тамбова. В апреле 1689 года городок после годовой блокады был взят штурмом, сопровождавшимся жестокой резней. Также Заполянский городок упоминается в перечне казачьих городков, располагавшихся по Хопру, Бузулуку и Медведицы в 1698 году. Согласно перечню в городке проживало 34 казака и 35 бурлаков.
После перехода к станичному делению городок получил статус станицы. Станица Заполянская (также Заполинская) относилась к Усть-Медведицкому округу Земли Войска Донского (с 1870 — Область Войска Донского). В 1859 году в станице Заполинской проживало 490 мужчин и 572 женщины. В период между 1859 и 1873 годом Заполянский юрт был расформирован, населённый пункт включён в состав юрта новой станицы Сергиевской.
Согласно переписи населения 1897 года на хуторе Заполянском проживало 919 мужчин и 1000 женщин, из них грамотных: мужчин — 244, женщин — 25.
Согласно алфавитному списку населённых мест Области Войска Донского 1915 года на хуторе имелось хуторское правление, Иоанно-Богословская церковь, одноклассное приходское училище, кирпичный и овчинный заводы, проживали 1015 мужчин и 1017 женщин, земельный надел составлял 11 454 десятины.
С 1928 года — в составе Берёзовского района Хопёрского округа (упразднён в 1930 году) Нижне-Волжского края (с 1934 года — Сталинградского края). Хутор являлся центром Горинского сельсовета. В 1935 году передан в состав Комсомольского района края (с 1936 года — Сталинградской области). На основании решения облисполкома от 9 июля 1953 года № 24/1600 «Об объединении сельских советов Сталинградской области» Сергиевский, Заполянский и Горинский — в один Сергиевский сельсовет, центр станица — Сергиевская. В соответствии с Указом Президиума Верховного Совета РСФСР от 1 августа 1959 года и решением облисполкома от 27 августа 1959 года № 18/417 Комсомольский район был упразднён, а его территория со всеми населёнными пунктами передана в состав Даниловского района Сталинградской области (с 1963 по 1966 год — территория входила в состав Котовского района)

## География
Хутор расположен на юго-западе Даниловского района, на левом берегу Медведицы, напротив станицы Сергиевской. Хутор занимает слегка возвышенный, по отношению к окружающей местности участок, окружённый с двух сторон пойменными лесами и пойменными озёра. Высота центра населённого пункта около 90 метров над уровнем моря. Почвы — пойменные нейтральные и слабокислые.
Со станицей Сергиевской хутор связан деревянным мостом длиной 121 и шириной 5 метров. По автомобильным дорогам расстояние до районного центра посёлка Даниловка составляет 33 км, до областного центра города Волгоград — 240 км.
Часовой пояс
Заполянский, как и вся Волгоградская область, находится в часовой зоне МСК (московское время). Смещение применяемого времени относительно UTC составляет +3:00.

## Население
Динамика численности населения по годам:
| 1859 | 1873 | 1897 | 1915 | 1987 | 2002 |
| ---- | ---- | ---- | ---- | ---- | ---- |
| 1062 | 1576 | 1919 | 2032 | ≈360 | 244  |

| 2010 |
| ---- |
| 170  |

## Достопримечательности
Первое упоминание о наличии деревянной церкви во имя святого апостола Иоанна Богослова в Заполянском городке относится к 1702 году. В 1782 году вместо неё жители стали строить новую, также деревянную церковь, освящение которой состоялось в 1786 году. С 1811 года священником храма был Иванов Исаак Иванович. Иоанно-Богословская церковь хутора Заполяновского ветшала и вследствие этого ремонтировалась в 1885 году перестройкой главным образом колокольни, а в 1893 году в ней был переделан купол среднего храма. Церковь и колокольня были выполнены из дуба и покрыты тёсом. Приходское училище при храме было открыто в 1867 году.